# Санта-Клара (Беліз)
Санта-Клара (англ. Santa Clara) — поселення на півночі Белізу, в окрузі Коросаль, на південний захід від адміністративного центру краю.

## Розташування
Санта-Клара знаходиться неподалік узбережжя Карибського моря і його затоки-бухти Четумаль, зокрема бухти Коросаль. Поруч поселення знаходиться велике прісноводне озеро Сапоте Лагуна (Sapote Lagoon). Місцевість навколо Санта Клари рівнинна, помережена невеличкими річками та болотяними озерцями, а село стоїть поміж двох найбільших водних артерій — Ріо-Ондо (Río Hondo) та Ріо-Нуево (Rio Nuevo).

## Населення
Населення за даними на 2010 рік становить 862 особи. З етнічної точки зору, населення — це суміш, метиси, креоли та майя.
| Рік       | 2000 | 2010 |
| --------- | ---- | ---- |
| Населення | 751  | 862  |

## Клімат
Санта-Клара лежить у зоні тропічного мусонного клімату. Середньорічна температура становить +24 °C. Найспекотніший місяць квітень, коли середня температура становить +26 °C. Найхолодніший місяць січень, з середньою температурою +21 °С. Середньорічна кількість опадів становить 3261 мм. Найбільше опадів випадає у жовтні, в середньому 404 мм, найсухіший — квітень з 46 мм опадів.